# オルマーラ
オルマーラ （ウルドゥー語： اورمارا英語：Ormara）は、パキスタンのバロチスタン州南部にある湾岸都市である。
北緯25度16分29秒 東経64度35分10秒 / 北緯25.27472度 東経64.58611度にあり人口は4万人ほど。南はインド洋がある。住民の99%はイスラム教徒である。
市の周辺の砂浜はヒメウミガメ、アオウミガメ、タイマイなどのウミガメの産卵地であり、2001年にラムサール条約登録地となった。一帯はインドプレートが北上する沈み込み帯に位置するため、東郊外にはガスを含んだ粘土が地面に噴出する泥火山のクラスターのヒンゴール泥火山群がある。
交通は船が一番有名である。